# Comisión Estatal de Elecciones de Puerto Rico
La Comisión Estatal de Elecciones es el poder electoral (agencia gubernamental) del Estado Libre Asociado de Puerto Rico creado para administrar y supervisar las elecciones de Puerto Rico, así como garantizar el voto de los ciudadanos de Puerto Rico. La Comisión fue creada por la Ley Núm. 4 de 1977.
Su actual presidenta es Jessika D. Padilla Rivera, quien funge como presidenta interina desde la renuncia de Francisco Rosado Colomer el 3 de julio de 2023, efectiva a partir del 11 de julio.